# Stantec Tower
La Stantec Tower est un gratte-ciel à Edmonton au Canada. Il s'élève à 251 mètres. 
Il est le plus haut gratte ciel de la ville d'Edmonton ainsi que de la province d'Alberta dépassant le Brookfield Place avec ses 247 m et The Bow à Calgary et ses 236 m. Il est ainsi le plus haut building de l'Ouest Canadien dépassant le Living Shangri-La de Vancouver en Colombie Britannique.
La Stantec Tower est composée de deux parties. La premières est occupée par les bureaux de Stantec et la seconde est réservée à des appartements privés. 
La tour est située dans le Ice District, un quartier neuf dont la construction a débuté avec le Rogers Place en 2014. 